# Mount Ward (Dominion Range)
Mount Ward ist ein 3213 m hoher und felsiger Berggipfel in der antarktischen Ross Dependency. Er ragt 5 km südöstlich der Davis-Nunatakker und rund 14 km südöstlich des Mount Nimrod im südlichen Ausläufer der Dominion Range auf. 
Teilnehmer der Nimrod-Expedition (1907–1909) unter der Leitung des britischen Polarforschers Ernest Shackleton entdeckten ihn. Shackleton benannte den Gipfel nach Joseph Ward (1856–1930), dem damaligen neuseeländischen Premierminister und Unterstützer der Forschungsreise.